# Vermögenszuordnungsgesetz
Das Vermögenszuordnungsgesetz regelt das Verfahren zur Zuordnung des ehemals volkseigenen Vermögens. Damit soll die Verkehrsfähigkeit ehemals volkseigener Immobilien hergestellt werden, die durch das Treuhandgesetz und den Einigungsvertrag der Treuhandanstalt bzw. den öffentlich-rechtlichen Gebietskörperschaften zugeordnet wurden. 

## Regelungen
Der grundbuchmäßige Vollzug dieser Eigentumsübergänge kraft Gesetzes war im Hinblick auf § 29 Grundbuchordnung (GBO) bisher nicht möglich gewesen. Daraus folgte, dass die jetzigen Eigentümer auch in den Fällen, in denen die Zuordnung nach dem Einigungsvertrag weder einer weiteren gesetzlichen Regelung bedurfte noch sonstige Probleme aufwarf, nicht über ihr Eigentum verfügen konnten. Das Vermögenszuordnungsgesetz löst das Problem auf zwei Ebenen. Zum einen sieht das Gesetz ein Verfahren zur Feststellung der Eigentumsverhältnisse an den konkreten einzelnen Vermögenswerten vor; das Verfahren endet mit einem Bescheid, auf dessen Grundlage die Grundbuchberichtigung erfolgen kann. Zum anderen räumt § 8 VZOG den öffentlich-rechtlichen Gebietskörperschaften eine gesetzliche Verfügungsbefugnis über ehemals volkseigene Immobilien ein, unabhängig vom Feststellungsverfahren. Voraussetzung dafür ist, dass die jeweilige Gemeinde bzw. Stadt oder der jeweilige Landkreis selbst oder ihre Organe oder die ehemaligen volkseigenen Betriebe der Wohnungswirtschaft im Zeitpunkt der Verfügung als Rechtsträger der betroffenen Immobilie im Grundbuch eingetragen sind. Durch diese Regelung wird die Verfügungsbefugnis über die betroffenen Immobilien ohne besonderes Verwaltungsverfahren hergestellt.